# Dénes István (jogász)
Dénes István (Szászváros, 1889. március 3. – Budapest, 1963. június 17.) politikus, országgyűlési képviselő, ügyvéd.

## Életrajza

### A második világháború előtt
Kisiparos családból származott, apja Dénes György tímár volt. 1916-ban szerzett jogászdoktori oklevelet a kolozsvári egyetemen. Ezután behívták katonának; az orosz fronton harcolt. Miután megsebesült, fogolytáborparancsnok lett Tordán, egyúttal a nemzeti tanács tagjává is választották. Ezután 1919-ben Szászvárosban, 1920-tól pedig Budapesten tevékenykedett, mint ügyvéd.
Még 1920-ban csatlakozott a Csizmadia Sándor vezette Magyarországi Munkáspárthoz (MFMP), aminek egy évvel később, 1921-ben az elnöke lett. Az 1922-es választásokon a Tótkomlós központú egyéni választókerületben szerzett országgyűlési mandátumot. 1926-ban Tótkomlós, 1931-ben Kiskundorozsma, 1935-ben pedig Dunavecse körzetében indult a választásokon, de nem jutott be a parlamentbe. Pártját ez idő alatt többször is átszervezte, átnevezte; leginkább Magyarországi Földmíves és Munkáspárt néven, de használta a Magyar Parasztpárt, illetve a Független Magyar Parasztpárt nevet is. A nagy gazdasági világválság után pártja felbomlott, amit 1937-ben pár hónap erejéig sikerült felélesztenie, mielőtt csatlakozott volna a Szálasi Ferenc és Balogh István vezette Magyar Nemzeti Szocialista Párthoz. Ennek betiltása után a Turul Szövetségben vállalt szerepet, mígnem 1941 őszén végleg szakított a nemzetiszocializmussal és 1942 elején ismét újjáalakította pártját.

### A második világháború után
1945 júniusában pártjával csatlakozott a Független Kisgazdapárthoz és bekerült annak országos intézőbizottságába is. Beválasztották az Ideiglenes Nemzetgyűlésbe is, majd az 1945-ös választáson Csongrád és Csanád vármegyében is mandátumhoz jutott. 1946. március 12-én húsz társával együtt – a Baloldali Blokk nyomására – kizárták a Kisgazdapártból. Kizárt társaitól eltérően nem csatlakozott Sulyok Dezsőhöz és pártjához, Magyar Szabadság Párthoz, hanem pártonkívüliként folytatta parlamenti tevékenységét. Az 1947 tavaszán újjászervezte régi pártját, a Magyar Földműves és Munkáspártot, majd nyáron pártjával együtt csatlakozott a Balogh páter vezette Független Magyar Demokrata Párthoz. Az 1947-es választáson már ennek a színeiben választották országgyűlési képviselővé. Az 1949-es kommunista fordulatot követően nem vonult vissza a politikától, hanem csatlakozott a Magyar Függetlenségi Népfronthoz, aminek fel is került Pest megyei listájára és újból bejutott a törvényhozásba. Politikusi hivazása mellett ügyvédként is dolgozott Teréz körúti irodájában. Az ÁVH 1952. augusztus 14-én országgyűlési képviselőként, koholt vádak alapján letartóztatta. Noha semmilyen bizonyítékot nem tudtak ellene felhozi, vagy „beismerő vallomást” kicsikarni belőle, 1953. február 5-én zárt tárgyaláson nyolc és fél évre ítélték. 1956 tavaszán szabadult, s október 23-án, majd november 20-án (vagyis a forradalom után) is hivatalosan rehabilitálták és bűncselekmény hiányában jogerősen felmentették.
Politikusi múltjára tekintettel külön nyugdíjat állapítottak meg a számára, miközben ügyvédként is praktizálhatott. 1958. április 4-én „közbiztonsági őrizetbe” vették, eljárást azonban korára tekintettel már nem indítottak ellene, de az ügyvédi névjegyzékből törölték. Június 19-én engedték szabadon, onnantól kezdve haláláig rendőrhatósági felügyelet alatt volt, s különnyugdíját is élete végéig kaphatta. 1963-ban hunyt el.

## Fő művei
- Román kérdés magyar politika Torda, 1918
- A pénzintézetek együttes rohama a kisgazdákat védő egyes törvényes rendelkezések ellen  1922
- A földreform Magyarországon és a földreform jelentősége. Budapest, 1923.
- Reflexiók az új autonóm vámtarifa tervezetéhez Budapest, 1923
- A földreform Magyarországon és a földreform jelentősége  1923
- Reflexiók az uj autonom vámtarifa tervezetéhez  1923
- Választójog és földmunkásság – Titkos választójog a falu népének is. Budapest, 1925.
- Titkos választójogot a falu népének is Budapest, 1925
- Miért pusztul Magyarország ? Budapest, 1925
- Miért pusztul Magyarország ?  1925
- Harc a föld népéért Budapest, 1928
- Végzetes szanálás, Dr. Dénes István parlamenti beszédei  Közlekedési Nyomda (Pless és Schillinger), Budapest, 1929
- A Magyarországi Földmíves és Munkáspárt újjáépítő programmja   1930
- Végzetes szanálás  Közlekedési Nyomda, Budapest, 1930
- A Földműves- és Munkáspárt újjáépítő programja 1931
- A Földműves- és Munkáspárt újjáépítő programja  1932
- Le a vámsorompókkal!  1933
- Pokoltanya  1935
- Parasztok!   1935
- Mentsük meg a Dunántúlt!    1936
- Magyar választójog – Magyar tragédia. Budapest, 1937.
- Baj van Tiszántúl 1937
- Magyar választójog?   1937
- Földértékadó-rendszer  1938
- A deszki parcellázás   1938
- Turul!   1938
- Vámközösség a karteluzsora halála  Held János Nyomda, Budapest, 1939
- Az Angol Magyar Bank Rt. érdi parcellázása 1940
- A nagytőke urai, zsoldosai, áldozatai. Turul! Reformot 2. szám. Budapest, 1938.
- Gyors földreform nélkül nincs feltámadás. Budapest, 1941.
- A vezsenyi parcellázás :  Forum Nyomda, Budapest
- A nagytőke urai, zsoldosai - áldozatai
- Nem éretlen a magyar falu népe !
- Rög (hetilap)
- A  Rög   1930  (röpirat)